# Samba Lélé Diba
Samba Lélé Diba, né le 24 décembre 2003 à Louga, est un footballeur sénégalais qui évolue au poste de milieu défensif au Grenoble Foot 38.

## Biographie

### Carrière en club
Formé à l'Étoile Lusitana à Dakar, Samba Lélé Diba retourne en en 2019 dans sa ville natale en signant son premier contrat professionnel avec l'ASAC Ndiambour en Ligue 1 sénégalaise. Il rejoint les suisses du Servette FC en juin 2022, où il signe un contrat de 3 ans,,,.
Diba fait ses débuts professionnels avec l'équipe première du Servette FC le 6 août 2022, entrant en jeu contre le FC Winterthour en championnat de Suisse.
Se contentant de quelques entrées en fin de match pour la première partie de saison, il va ensuite prendre une place de plus en plus importante dans l'effectif, notamment après s'être montré décisif en février 2023, obtenant le penalty de l'égalisation lors du match contre le FC Bâle,, dont Servette sera au final le dauphin dans ce championnat.
Il fait ses débuts en Ligue des champions le 10 août 2023, entrant en jeu lors du match de qualification du Servette FC contre les Glasgow Rangers.

### Carrière en sélection
Samba Lélé Diba est international sénégalais en équipes de jeunes, ayant notamment joué avec les moins de 20 ans en coupe arabe, puis les moins de 23 ans à partir de matchs amicaux en 2024.

## Style de jeu
Milieu polyvalent, Diba est capable de jouer comme numéro 6 ou dans un profil plus mobile de milieu box-to-box,.

## Palmarès
| Servette FC - Championnat de Suisse - Vice-champion en 2022-23 - Coupe de Suisse - Vainqueur en 2024 |